# زنبق گل‌درشت
زنبق گل‌درشت (نام علمی: Iris lycotis)  یکی از گونه‌های سردهٔ زنبق است. ارتفاع گیاه ۲۰ سانتیمتر است. در سلسله جبال زاگرس گاه به دسته‌های پرپشتی از این گیاه برخورد می‌کنیم که بطور غیرقابل تصوری دارای گل‌های درشت نسبت به اندازهٔ خود گیاه هستند. بطوریکه عرض قطعات درفش ممکن است به ۱۰ سانتیمتر رسیده و روی همین اصل نسبت به حجم گیاه نامتناسب است با وجود این هیچکس نمی‌تواند از تماشای آن صرفنظر کند. در مناطق استپی و در ارتفاع ۱۵۰۰ تا ۳۰۰۰ متری از شمال غربی آذربایجان تا غرب اصفهان می‌روید. فصل گلدهی فروردین تا اردیبهشت ماه است.